# Prophets of Rage
Prophets of Rage is een supergroep uit de Verenigde Staten die is opgericht in 2016. De band bestaat uit rapper B-Real (van Cypress Hill), DJ Lord en rapper Chuck D (van Public Enemy) en gitarist Tom Morello, bassist Tim Commerford en drummer Brad Wilk (van Rage Against the Machine en Audioslave).
De band speelde in 2017 o.a. op Pinkpop en Rock am Ring, waar ze samen met zanger Serj Tankian van System of a Down het nummer Like A Stone zongen als eerbetoon aan de pas overleden Chris Cornell van Soundgarden en Audioslave.
In 2019 gaf de band een concert in Tivoli Vredenburg

## Bezetting

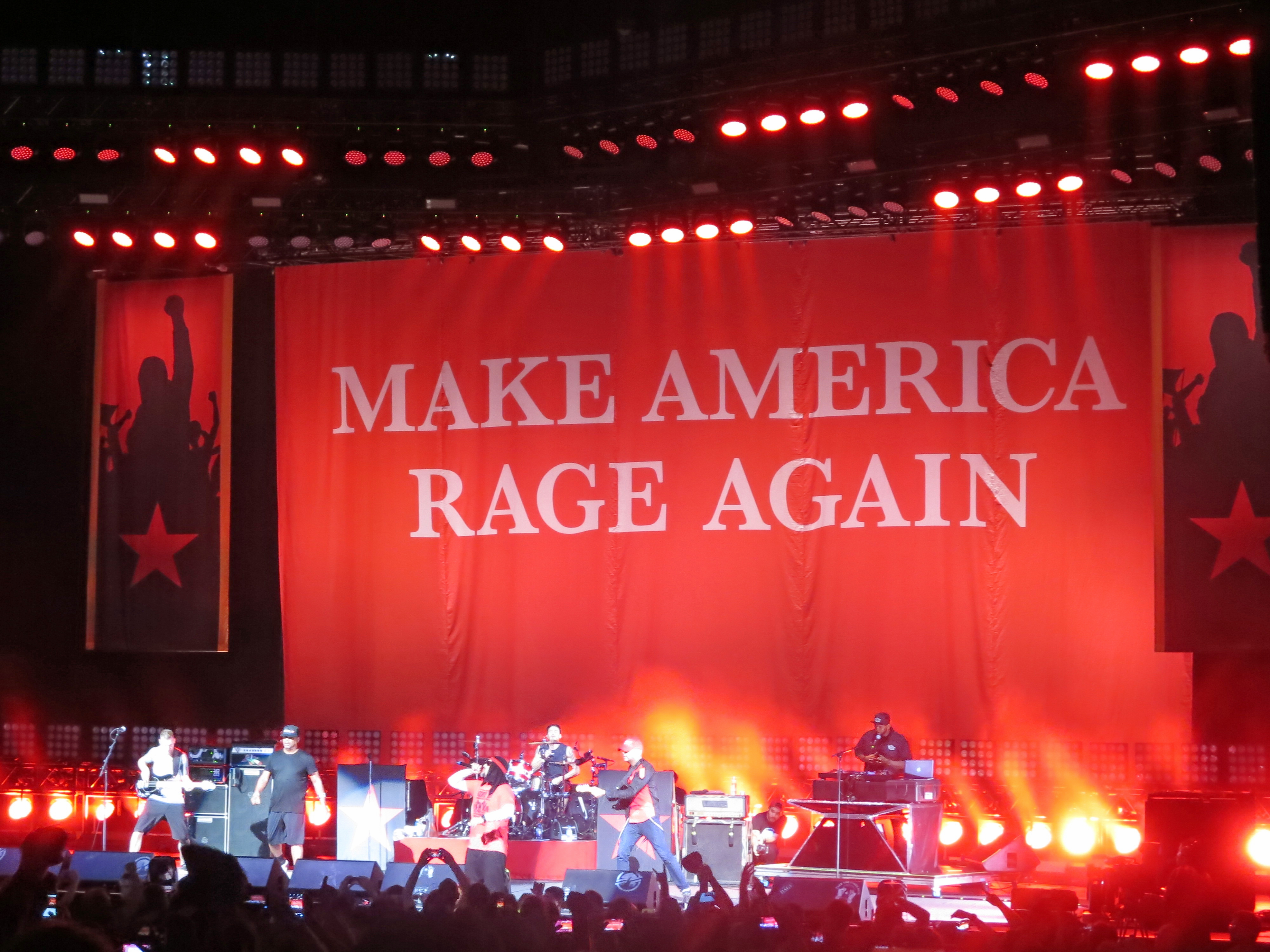
Prophets of Rage in 2016

Bandleden:
- Rapper B-Real
- Rapper Chuck D
- DJ DJ Lord
- Gitarist Tom Morello
- Bassist Tim Commerford
- Drummer Brad Wilk

## Discografie
- Prophets of Rage (album) (2017)